# Hsieh Kaylin Sin Yan
Hsieh Kaylin Sin Yan (n. 19 mai 2001, Vancouver, British Columbia, Canada) este o scrimeră ce a reprezentat Hong Kong, medaliată olimpică. A participat la o ediție a Jocurilor Olimpice (2020) în care a câștigat două medalii de argint.